# Analgetyki

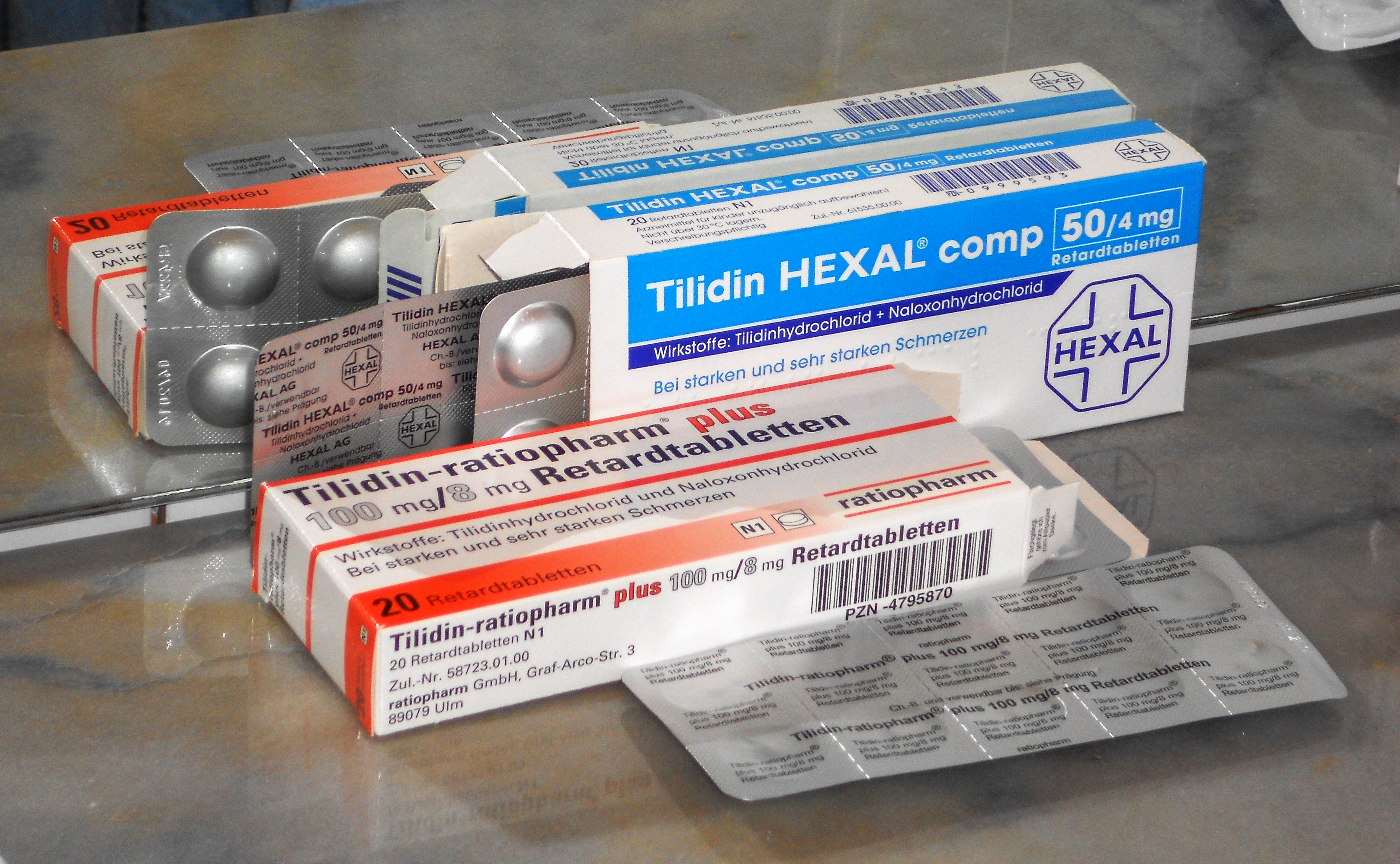
Opakowania leków przeciwbólowych

Analgetyki, leki przeciwbólowe, środki przeciwbólowe – substancje chemiczne powodujące analgezję, czyli zniesienie czucia bólu. Należą do nich związki o różnej budowie oraz sile i mechanizmie działania. Zgodnie z drabiną analgetyczną dzielą się na leki opioidowe oraz nieopioidowe.

## Opioidy

### Zasady działania
Leki opioidowe doprowadzają do zamknięcia kanału wapniowego i otwarcia kanału potasowego w receptorach opioidowych, co prowadzi do zmniejszenia przewodnictwa komórkach nerwowych w rogach tylnych rdzenia kręgowego. Większość receptorów opioidowych występuje w rdzeniu kręgowym oraz układzie nerwowym, ale można spotkać je też w mięśniach gładkich i komórkach układu odpornościowego.

### Podział
Leki opioidowe dzielimy na słabe i silne.
Słabe opioidy: tramadol, kodeina.
Silne opioidy: morfina, heroina, fentanyl, oksykodon, metadon, buprenorfina.

### Morfina

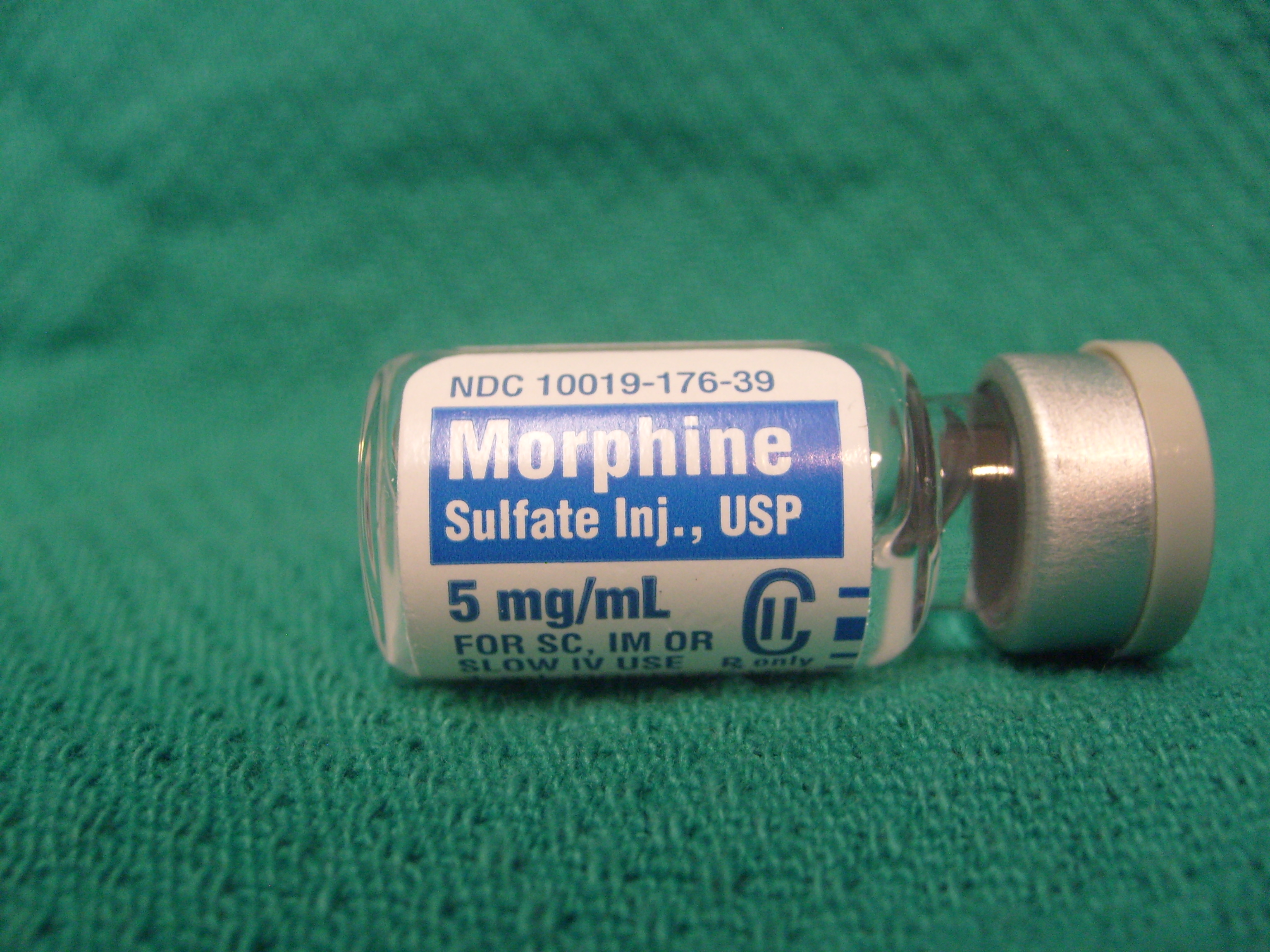
Ampułka morfiny

Związek chemiczny o silnym działaniu agonistycznym dla receptorów μ, działający przeciwbólowo, przeciwkaszlowo i przeciwbiegunkowo. Oprócz oddziaływania na receptory opioidowe doprowadza do skurczu mięśni gładkich w naczyniach krwionośnych, jelitach i drogach moczowych oraz uwolnienia histaminy.

#### Historia
Morfinę uzyskał po raz pierwszy Friedrich Sertürner w 1803 roku. Wyodrębnił ją z opium.

#### Działania niepożądane
Działania niepożądane morfiny to:
- działanie neurotoksyczne
- działanie hepatotoksyczne
- suchość w ustach
- świąd skóry
- nasilenie objawów alergicznych (efekt działania histaminy)
- pocenie się
- drżenie
- senność
- sinica
- oddech Cheyne’a-Stokesa lub porażenie ośrodka oddechowego
- objawy podrażnienia układu pokarmowego:
  - nudności i wymioty
  - zaparcia (efekt działania przeciwbiegunkowego[1])
- przy inhalacji dużej ilości morfiny:
  - zawroty głowy
  - trudności w oddychaniu
  - obrzęk płuc

### Heroina

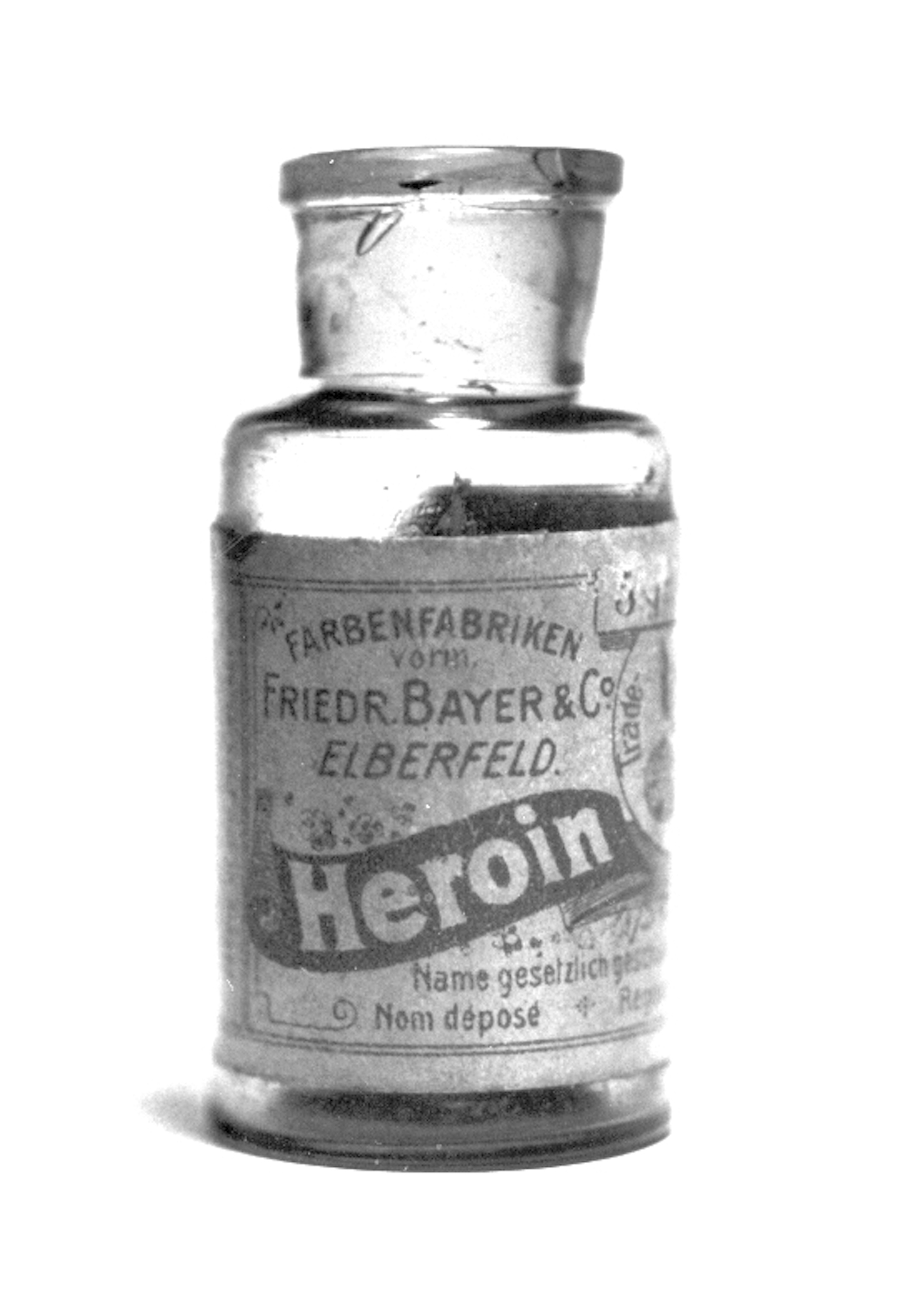
Buteleczka heroiny wyprodukowana w latach 20. XX wieku przez firmę Bayer

Heroina (diacetylomorfina) to pochodna morfiny niedziałająca bezpośrednio na receptory opioidowe, ale po wprowadzeniu do organizmu zmieniająca się w morfinę, co doprowadza do pobudzenia receptorów opioidowych.

#### Historia
Heroina została otrzymana przez Aldera Wrighta w 1874 w wyniku gotowania bezwodnego alkaloidu morfiny z bezwodnikiem octowym. Zdobyła ona popularność jako lek dopiero w 1897, kiedy to ponownie uzyskał ją chemik Felix Hoffmann. Nazwę nadano jej z powodu relacji robotników, na których ją testowano, mówiących, że czuli się „heroicznie”. W 1899 Bayer produkował około tony heroiny rocznie. Wkrótce odkryto, iż w organizmie człowieka rozkłada się ona na morfinę, co doprowadziło do zakazu jej sprzedaży bez recepty w 1914.

#### Działania niepożądane
Działania niepożądane heroiny to:
- uzależnienie
- euforia
- skurcz oskrzeli
- obrzęk płuc
- nudności i wymioty
- zaparcie
- sinica
- zwężenie źrenic
- podwójne widzenie
- zawroty głowy
- senność
- śpiączka
- oddech Cheyne’a-Stokesa lub zatrzymanie oddechu
- śmierć

## Leki nieopioidowe

### Niesteroidowe leki przeciwzapalne
Działanie NLPZ opiera się na hamowaniu produkcji prostaglandyn. Dochodzi do tego na skutek działania na cyklooksygenazy. Istnieją trzy formy cyklooksygenaz: COX-1 (cyklooksygenaza konstytutywna) i COX-2 (cyklooksygenaza indukowana), a także COX-3, odkryta u psów cyklooksygenaza powstająca z tego samego genu co COX-1, ale z zachowanym intronem 1. Działanie przeciwzapalne NLPZ jest spowodowane głównie inhibicją działania dwóch pierwszych.

### Podział[10]
- NLPZ I generacji (klasyczne) – hamujące COX-1, stosowane głównie w zakażeniach górnych dróg oddechowych[11]
  - kwas acetylosalicolowy
  - ibuprofen
- NLPZ II generacji – działają inhibitująco w większości na COX-2 (w mniejszym stopniu na COX-1)
  - meloksykam
- NLPZ III generacji – działają jedynie na COX-2, zarejestrowane do leczenia reumatoidalnego zapalenia stawów[11]. Wywierają one mniej drażniący wpływ na błonę śluzową układu pokarmowego niż inne NLPZ[12].
  - celekoksyb.

#### Działania niepożądane niesteroidowych leków przeciwzapalnych
Działania niepożądane niesteroidowych leków przeciwzapalnych to:
Ze strony układu krążenia i powikłania hematologiczne (z wyjątkiem kwasu acetylosalicylowego):
- powikłania zakrzepowo-zatorowe
- zastoinowa niewydolność serca u chorych z nadciśnieniem tętniczym.
- hemoliza u chorych z niedoborem dehydrogenazy glukozo-6-fosforanowej[14]
- niedokrwistość aplastyczna

Ze strony układu pokarmowego:
- krwawienia
- nudności
- biegunki
- niestrawność

Ze strony nerek:
- działanie nefrotoksyczne
- rzadko kłębuszkowe zapalenie nerek
- ostra niewydolność nerek

Ze strony wątroby:
- działanie hepatotoksyczne (zwiększone prawdopodobieństwo przy stosowaniu więcej niż jednego typu NLPZ)

Inne: oszołomienie, duszność, palpitacja, bóle i zawroty głowy, obrzęki, senność lub bezsenność, ból lub osłabienie mięśni, rzadziej hiperkaliemia.

##### Ostre zatrucie
Objawy ostrego zatrucia to:
- ból brzucha, nudności i wymioty
- senność
- drżenie
- drgawki
- zawroty głowy
- hipotensja
- tachykardia
- zaburzenia widzenia
- rzadko śpiączka

### Paracetamol

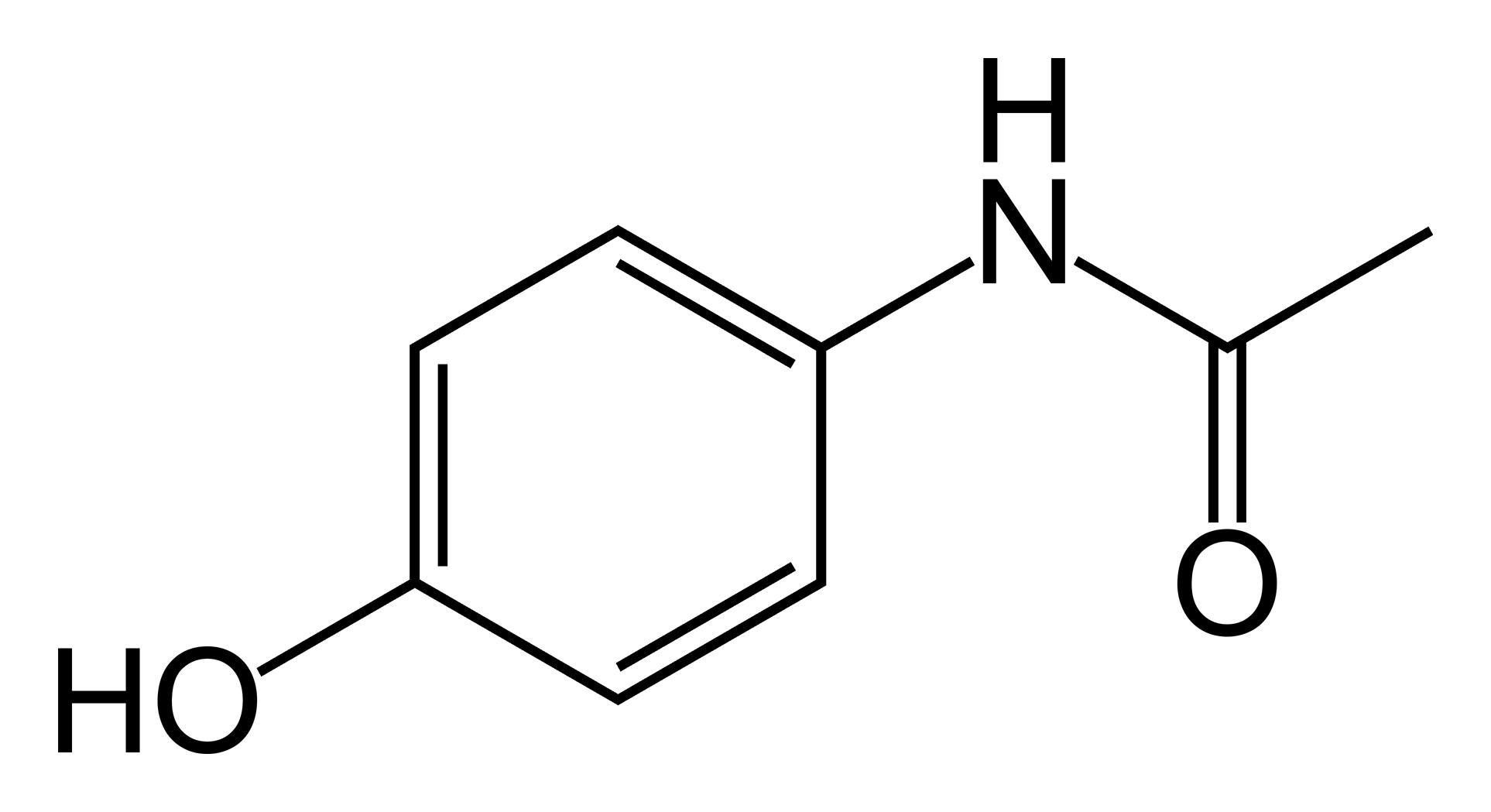
Wzór strukturalny paracetamolu

Stosowany głównie w leczeniu bólu o łagodnym lub umiarkowanym nasileniu, a także migrenowych bólów głowy i gorączki.

#### Działanie
Paracetamol jest słabym inhibitorem produkcji prostaglandyn, lecz mechanizm takiego działania nie jest jasny.

##### Paracetamol jako NLPZ III generacji
Jedna z teorii o mechanizmie działania paracetamolu zakłada, że jest on selektywnym inhibitorem COX-2. Dokonuje tego w sytuacji, kiedy stężenie kwasu arachidowego jest niskie. Świadczy o tym podobne działanie jak NLPZ III generacji (zmniejszanie obrzęku po operacjach jamy ustnej i zapalenia u myszy i szczurów), ale w przeciwieństwie do nich nie leczy procesu zapalnego w reumatoidalnym zapaleniu stawów. Działanie przeciwbólowe wynika natomiast z aktywacji zstępujących dróg serotoninergicznych.

##### Cyklooksygenaza 3
W 2002 roku została odkryta cyklooksygenaza 3 (COX-3), uważana za odmianę cyklooksygenazy 1 (COX-1). Znajduje się ona głównie w OUN i w sercu. Porównanie aktywności psiej COX-3 z mysią COX-1 i COX-2 dowodzi, iż niektóre leki przeciwzapalne (w tym paracetamol) doprowadzają do jej inhibicji, co może być podstawą działania przeciwbólowego i przeciwgorączkowego. Jej odkrycie przyczyniło się do powstania hipotezy kontinuum cyklooksygenaz, według której możliwe jest powstawanie COX o różnym mechanizmie regulowania ekspresji. Teoria ta jest jednak podważana przez niektórych autorów, którzy uważają, że inhibicja COX-3 nie ma żadnego wpływu na organizm.

#### Historia
Paracetamol został odkryty w 1948 przez chemików Juliusa Axelroda i Bernarda Brodiego. Uzyskali go oni jako produkt rozkładu acetanilidu.

#### Ostre zatrucie paracetamolem
Objawy ostrego zatrucia paracetamolem to:
- ból brzucha
- nudności i wymioty
- uszkodzenie wątroby:
  - hepatomegalia
  - żółtaczka
  - martwica wątroby
- niewydolność nerek.